# Жюль Бернар Люїс
Жюль Бернар Люїс або Люї, також Льюїс (фр. Jules Bernard Luys; 17 серпня 1828, Париж — 21 серпня 1897, Дівонн-ле-Бен) — французький невролог і психіатр; лікар у госпіталі Сальпетріє в Парижі.
У 1865 році відкрив у головному мозку дві області, відомі під назвою «Люісово тіло» (лат. Corpus Luysii). Член Паризької медичної академії з 1877 року.

## Праці
- «Recherches sur le système nerveux cérébrospinal, sa structure, ses fonctions et ses maladies» (1864);
- «Iconographie photographique des centres nerveux» (1872);
- «Des actions reflexes du cerveau etc.» (1874);
- «Le cerveau et ses fonctions» (1875);
- "Leçons sur la structure et les maladies du système nerveux " (1875).